# タラップ

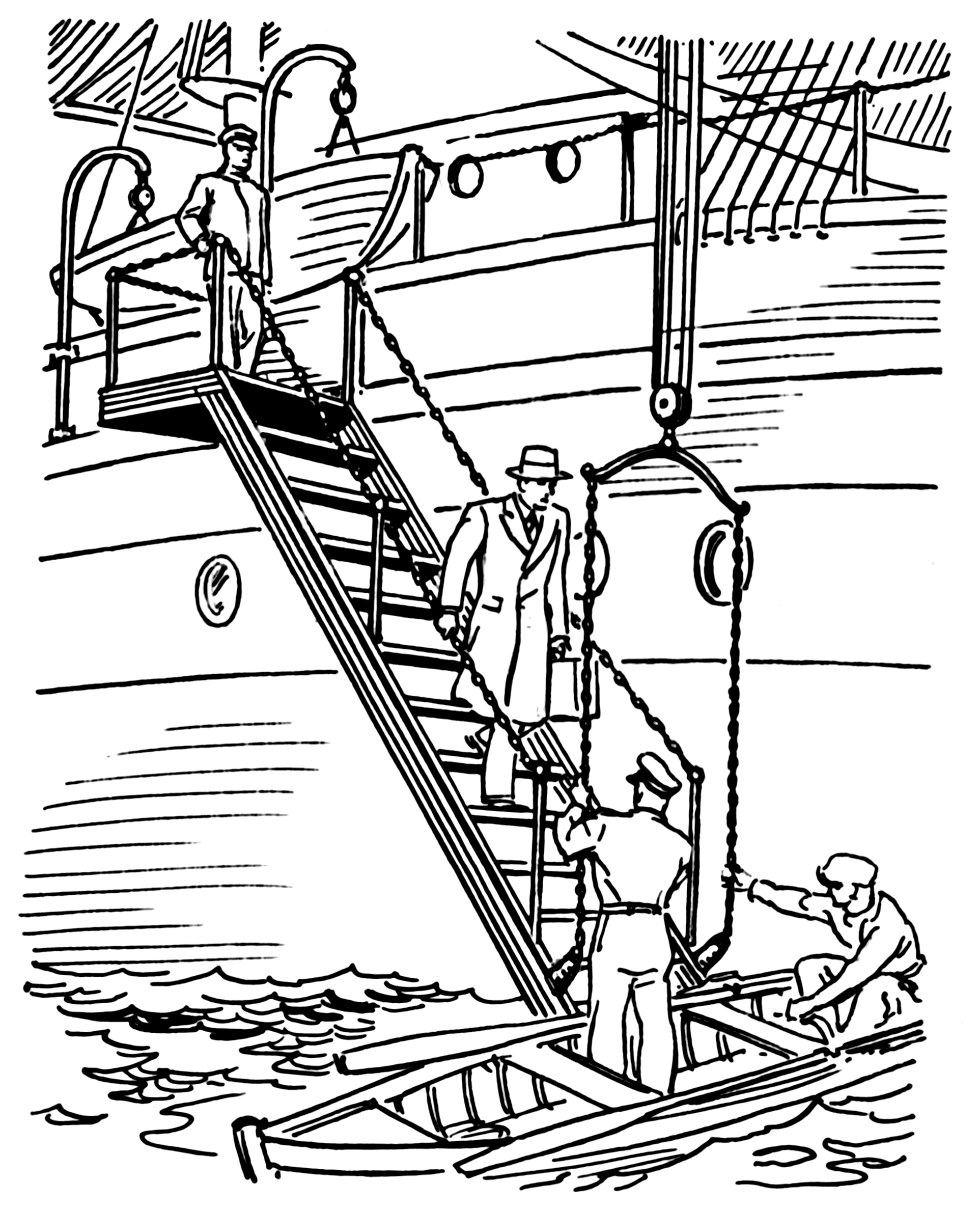
船舶のタラップ

タラップ（オランダ語: trap）は、船や飛行機の乗り降りのために一時的に架設される構造物。梯子、階段、スロープなどの形態のものがある。オランダ語の「trap」は階段という意味がある。なお縄梯子（rope ladder)状の場合は別枠に分類し「ラダー」と呼び分けることが多い。

## 概要
もともと船舶で使われていたものである。
歴史
歴史の古いものから言うと、大きな帆船では甲板の位置がかなり高く、岸壁との高さの差がかなりあり高低差が数メートル以上あるわけであるが、甲板と岸壁の間を行き来するためには帆船時代には縄梯子や木製の梯子を使っていた。動力船の時代が到来し船が鋼鉄を材料にして鋼鉄船が作られるようになり、より大きな船が作られるようになると、甲板の位置がさらに高くなったので（甲板と岸壁を行き来するのはなく）、舷側（船の側面）のほどほどの高さに乗り降りのための開口部が作られるようになり、その開口部と岸壁の間に金属製のタラップが渡されるようになった。
飛行機は20世紀初頭、ライト兄弟の飛行以来実用化されてきたとされているわけだが、単座（座席がひとつ）の飛行機の場合、操縦士が操縦席へ乗り降りするには操縦席の横、機体の側面に梯子をたてかけたり、あるいは操縦席横の地面に脚立状のものを置いて乗り降りした。1930年代にはボーイング247やダグラス DC-3など旅客を乗せるための旅客機が使われるようになっていったわけだが、旅客が旅客機に乗り降りするためには機体の側面、主翼と尾翼の間の側面に乗降用ハッチ（ドア）を用意し、そこに金属製の小さなタラップ（階段）をかけた。
以下、歴史の長い、船舶のタラップのほうから説明する。

## 船舶のタラップ
舷梯（げんてい）ともいう。「梯」ははしごを意味する漢字である。
客船で旅客が乗り降りするためにはタラップを使う。（一方、主に貨物船など、乗員だけが乗り降りする場合はわざわざタラップは用意せず、ロープラダー（縄梯子）で済ませてしまう場合も多い。）
水密扉が発達した現代では、舷側の低位置にも開口部を設けることが可能だが、クルーズ船のような大型客船では高級船室は最上甲板寄りの高位置にあるため、上客の利便を優先してメインゲートは上部寄りに設けられることが多くタラップも長大なものが必要になり、港湾側のパッセンジャーボーディング・ブリッジ （PBB）を利用する場合が多い。低位置には小型の格納式タラップを持つ乗降口が設けられることもあるが、主に貨物や乗組員の通用口や非常用とされる。
一方、戦地や災害派遣などでの自己完結性が求められる軍艦では自身で収納式や組立式のタラップを備える。
- 帆船の木製のタラップ（1826年）
- 1933年、インドネシアにて。
- 金属製タラップ（1964年）
- はずして岸壁に置いた状態のタラップ
- 縄梯子（なわばしご）状。
- 巻いた状態の縄梯子。縄梯子は、港湾施設ではなく、船舶側の設備であり、積載したまま移動しそれをさまざまな岸壁で使う。
- 輸送艦おおすみ。非使用時のタラップは折畳まれて舷側のくぼみに格納される。
- ふじ丸に接続した神戸港のPBBと、その下の貨物扉。

## 航空機のタラップ
航空機の場合パッセンジャーステップともいう。
飛行機の場合、空港で用いられるものは動力があるため容易に移動でき、高さを調節できる場合が多い。現代の中規模以上の空港では飛行機とターミナルビルを直接結べるようパッセンジャーボーディング・ブリッジ (PBB) という可動橋が備えられていることが多く、タラップが使用されない空港もある。
ただし、PBBの数以上の航空機が集まる混雑時、PBBが設置されていない地方の小空港や、ロシアやアフガニスタンなどの開発途上国の空港、PBBの使用料を削減したい格安航空会社、ボーディングブリッジが接続できないボンバルディア CRJやATR 42などの小型機の乗降にも用いられる。
また、他国へ訪問する首脳など要人が航空機を利用する場合、乗降時の写真撮影や一般客と切り離すことを目的にタラップが使用されることが多い。この場合、タラップ屋根の有無なども事務方の検討事項となる。
- ボーイング247とタラップ（1930年代）
- 戦闘機F-84のタラップ（1940年代）
- タラップで航空機から離れる乗客。（1965年、ストックホルム）
- ボーイング737とタラップ。搭乗中の乗客たち。（2013年、フランクフルト HAHN空港にて）
- タラップ。操縦席と主翼の間に搭乗ハッチがある場合。（2012年。ウクライナの首都キーウの空港にて）
- ジェットブルー航空のA320からタラップで降りる乗客
- 牽引式タラップ（ロンドン・ルートン空港）
- 大型機用屋根付きタラップ車（成田国際空港）

### 機体内蔵・後付け
マーチン2-0-2、マーチン4-0-4、ヤコブレフYak-42、マクドネル・ダグラスのMD-80やMD-90などのように、機体自体に備えられた乗客が乗り降りするための階段を「エアステア (Airstair)」という。エアステア自体は上げ下げして収納する。
また、製造段階で装備されていなかった機体（主にボーイング747改造の政府専用機）に、後付けでタラップを追加するよう改造された機体もある（米国・日本など）。
なお、セスナなどの小型軽飛行機には、ドア兼用になって数段の階段を内蔵しているものもある。

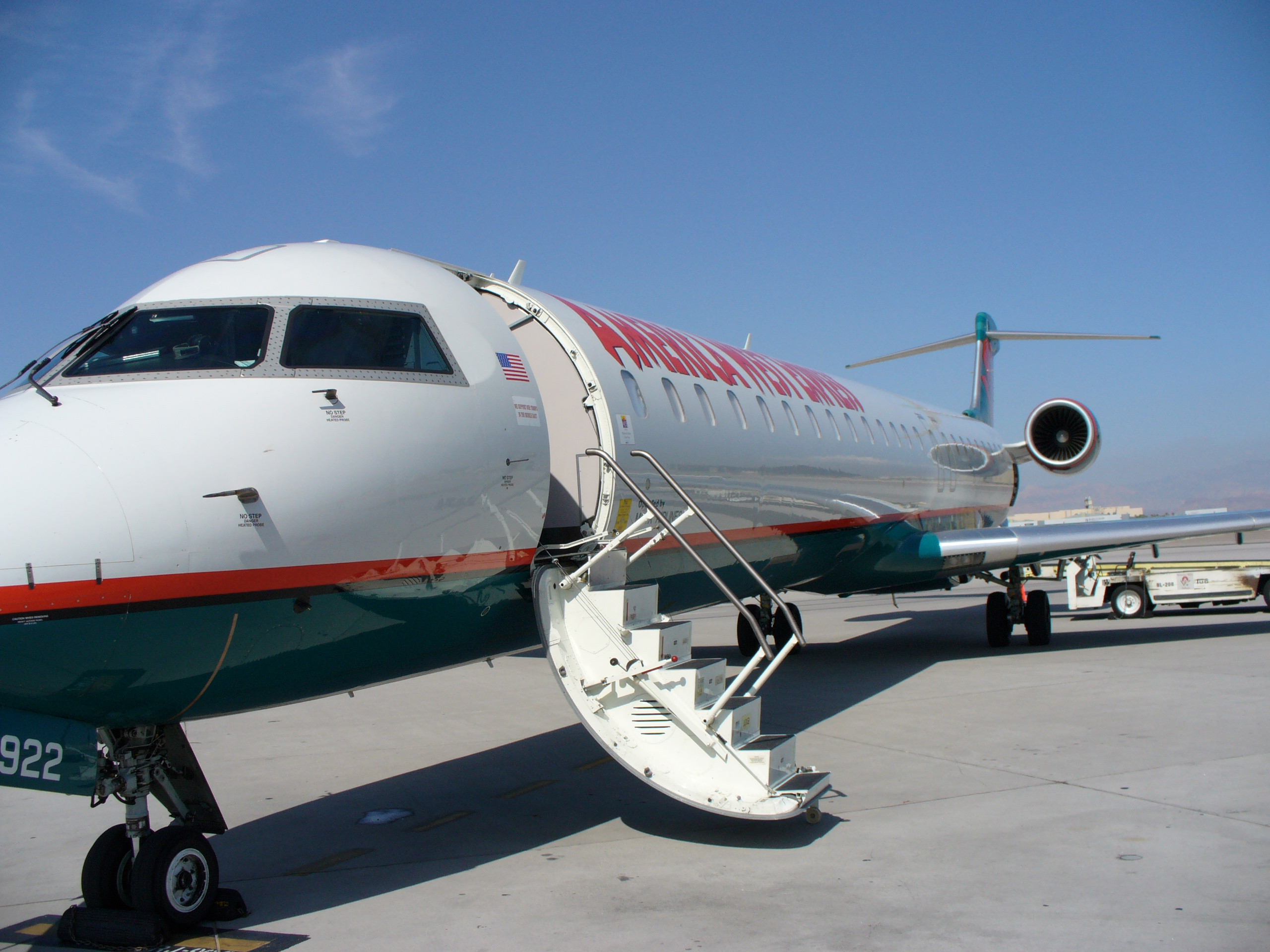
展開された内蔵タラップ。
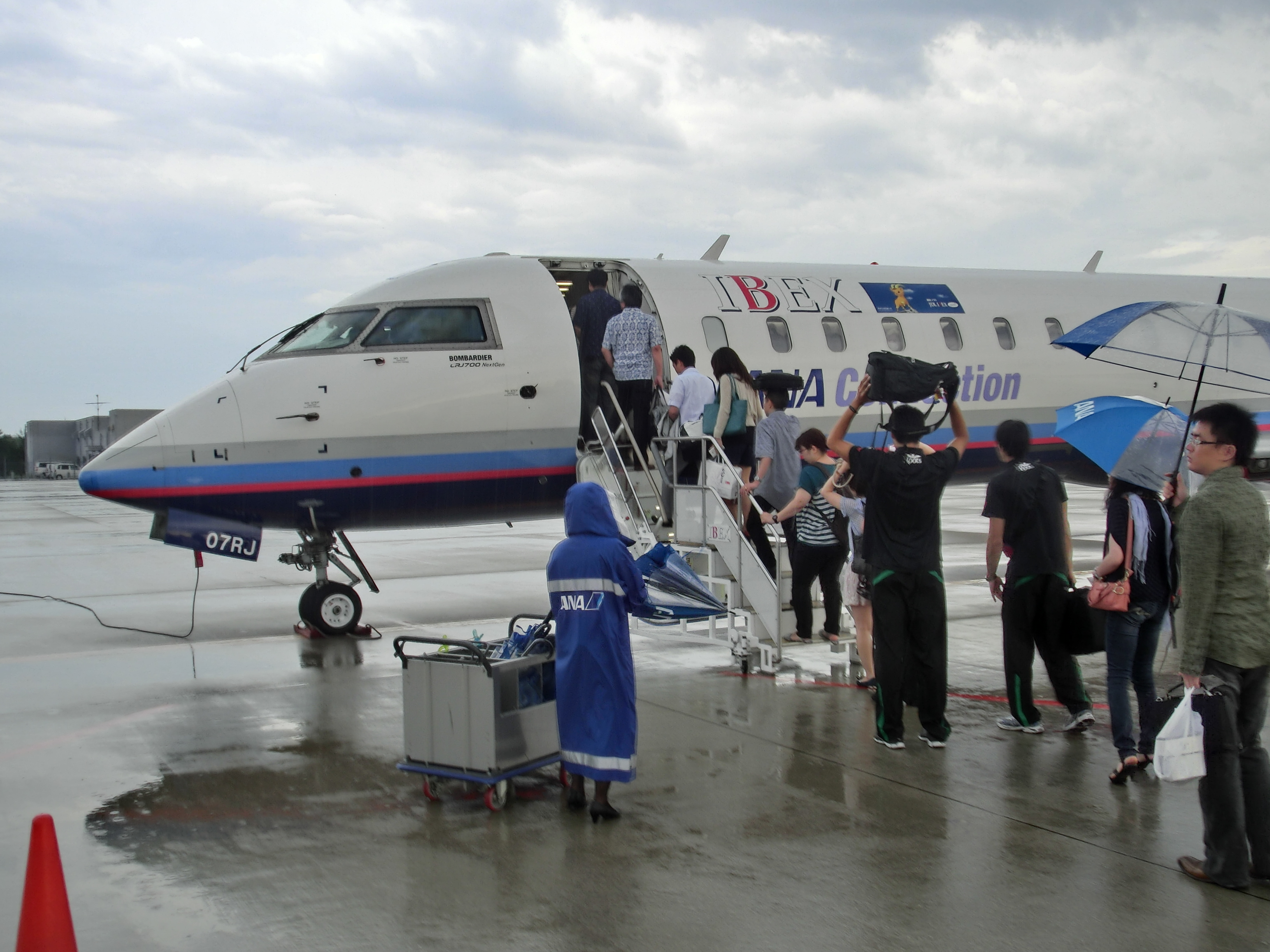
機体ドアに階段が内蔵されたエアステア (CRJ-700NG)
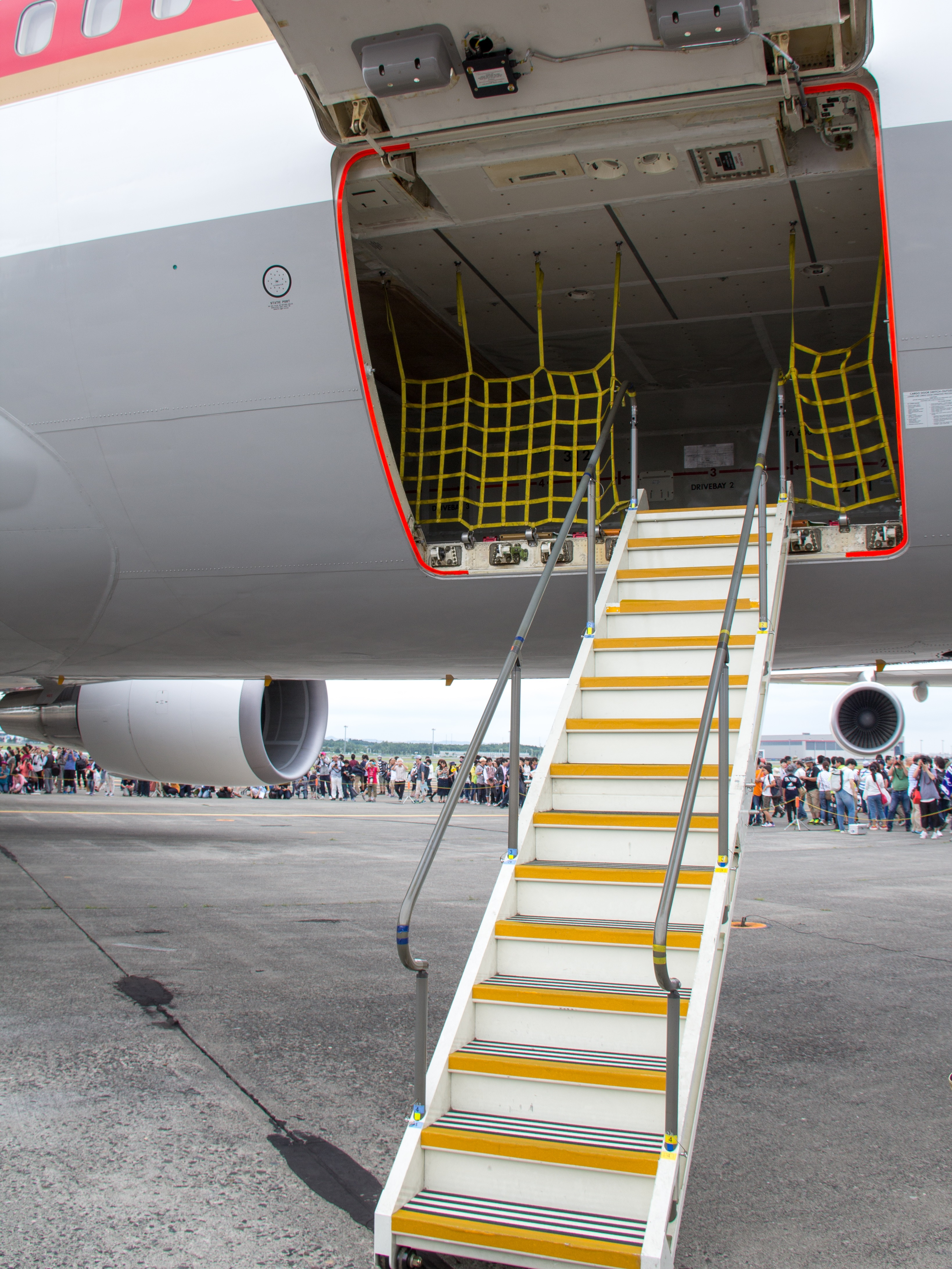
初代日本国政府専用機に後づけで追加装備されたタラップ。 ベースであるボーイング747シリーズにはタラップが装備されていない。

### 課題と解決策
課題
飛行機の搭乗時にタラップを使用する場合の課題としては次のようなことがある。
- 乗客がターミナルと飛行機の間を徒歩やバスで移動してタラップで乗り込むと雨天時には雨で濡れてしまう
- 車椅子や杖の使用が必要な身体障害者の場合は乗り降りに困難を伴う

解決策
- 雨問題の解決策としては「大型屋根付きタラップ」が用意されていることがある。
- 身障者用には、「スロープタイプのタラップ」、「上下動が可能なリフト（車いす階段昇降機）」などが用意されている場合もある。[3][4]。次節で詳説。

### 車椅子利用者の場合

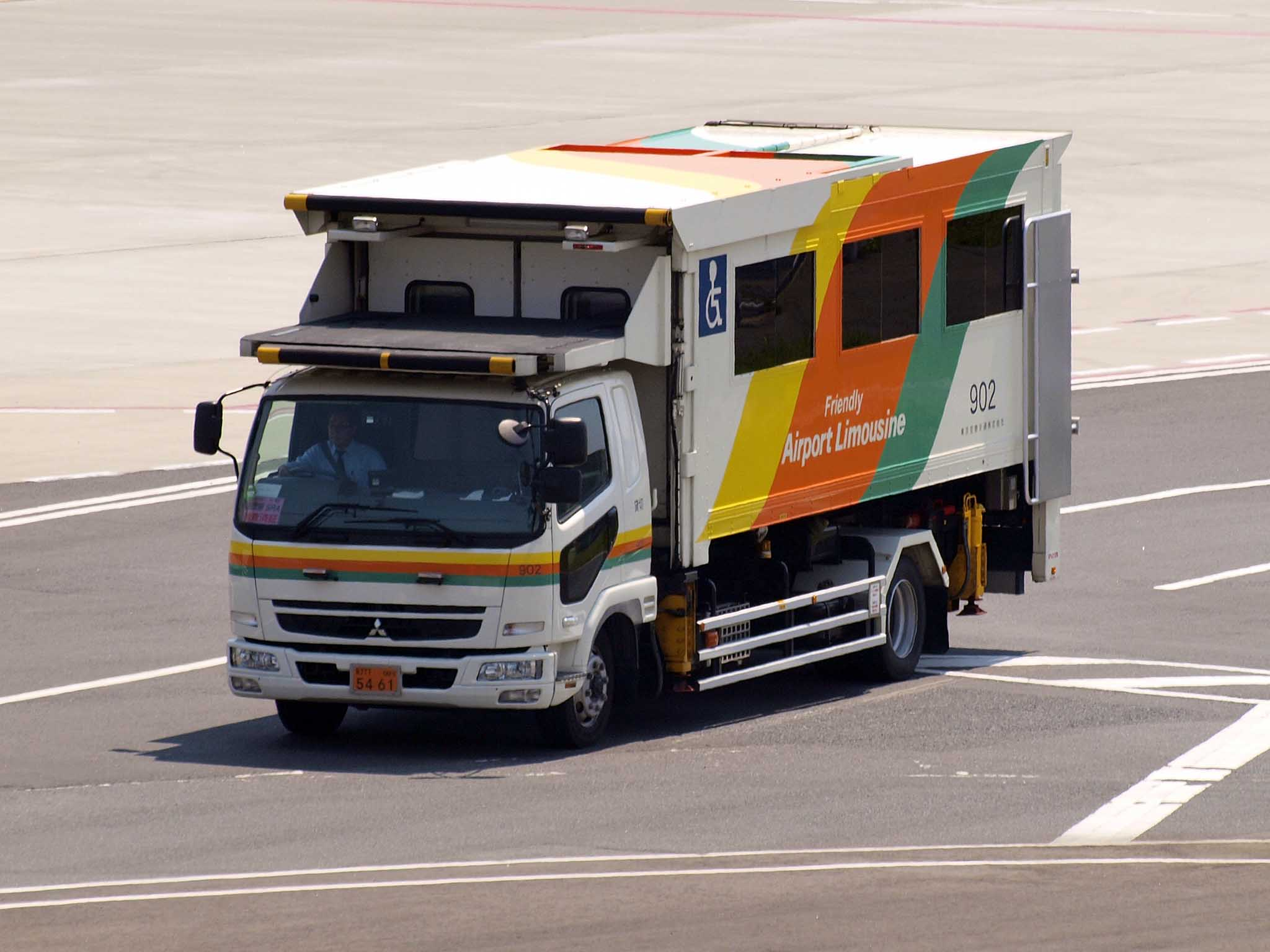
羽田空港のパッセンジャーボーディングリフト
（三菱ふそう・ファイター）

車椅子利用者にとっては航空機への乗り降り、特にタラップは一種の障壁になっていて切実な問題なので、一節を割いて総合的に解説しておく。
車椅子利用者が航空機に乗り降りすることについての解決策はいくつかある。空港ごとに用意されている解決策が異なる。
なお車椅子利用者は事前に航空会社に車椅子利用者が搭乗することを知らせておく。航空会社職員がゲートを通過する段階から航空機の座席に着座する段階までサポートしてくれる。
ひとつの方法は、スロープタイプのタラップを利用する方法である。
もうひとつの方法は、リフト（昇降機）つきタラップを利用する方法である。
ほかの方法、タラップ（やエアステア）を使用せずに搭乗する方法もあり（これはもうタラップではないので当記事の枠から外れるが）「パッセンジャーボーディングリフト」（リフトバス）というものもある。

### その他　タラップに代わるもの
ワシントンD.C.のダレス国際空港や、メキシコシティのベニート・ファレス国際空港などでは、「モバイルラウンジ」と言う、上下動が可能なバスを使いターミナルと飛行機の間を移動することもある。
（なお雑学だが、機内食を機内に搬入するのには同様の機構を備えた「フードローダー車」が使われている。これも「タラップ」ではない。）

### ギャラリー
- 政府高官が外国を訪問しその国を去るために飛行機に搭乗する時は、タラップの最上段で振り返り、その国で世話になった人々や報道陣のカメラに向けて挨拶のポーズをとるのが一般的。
- 到着しタラップを降りる段階だが、雨なのでしかたなく傘をさしている状態。